# 蘆名盛高
蘆名 盛高（あしな もりたか）は、室町時代から戦国時代の武将。蘆名氏第13代当主。父は12代当主・蘆名盛詮。伊達政宗の高祖父。

## 経歴
文正元年（1466年）、父の死により家督を相続する。文明11年（1479年）には土豪・渋川義基を滅ぼして勢力を拡大し、明応3年（1494年）、伊達尚宗が家臣団の反抗に遭って領内から避難して来たときは、これを助けている。明応9年（1500年）には重臣・松本輔政を、翌年には一門の猪苗代盛頼を討ち取るなど、家中の反抗的な者を討ち、蘆名氏の戦国大名化に尽力した。
しかし、次第に子の盛滋と不仲になり、永正2年（1505年）にはついに両者が戦い、敗れた盛滋は伊達尚宗の下に逃れたが、盛高は後に盛滋の罪を許して帰国させている。
領土拡大にも積極的であり鴫山城主の長沼政義とともに下野国への進出を狙い下野の戦国大名・宇都宮成綱と戦った。
永正14年（1517年。西暦では翌1518年）12月8日、死去。享年70。盛滋が家督を相続した。
なお、二階堂氏からの養子で蘆名家第18代当主となった盛隆、佐竹氏からの養子で蘆名家第20代当主となった盛重及び盛重と蘆名氏当主の座を争った伊達政道らは、全て外孫の伊達晴宗を祖父とする盛高の玄孫である。